# Dotnacht
Dotnacht ist eine ehemalige Ortsgemeinde und eine Ortschaft der Gemeinde Kemmental des Bezirks Kreuzlingen des Kantons Thurgau in der Schweiz. Die zwischen dem Chemebach und dem Ottenberg gelegene Gemeinde umfasste die Siedlungen Dotnacht, Engelswilen, Aufhäusern, Altshof und weitere Weiler.
1812 bis 1995 gehörte die Ortsgemeinde zur Munizipalgemeinde Hugelshofen. Am 1. Januar 1996 fusionierte sie zur Gemeinde Kemmental.

## Geschichte

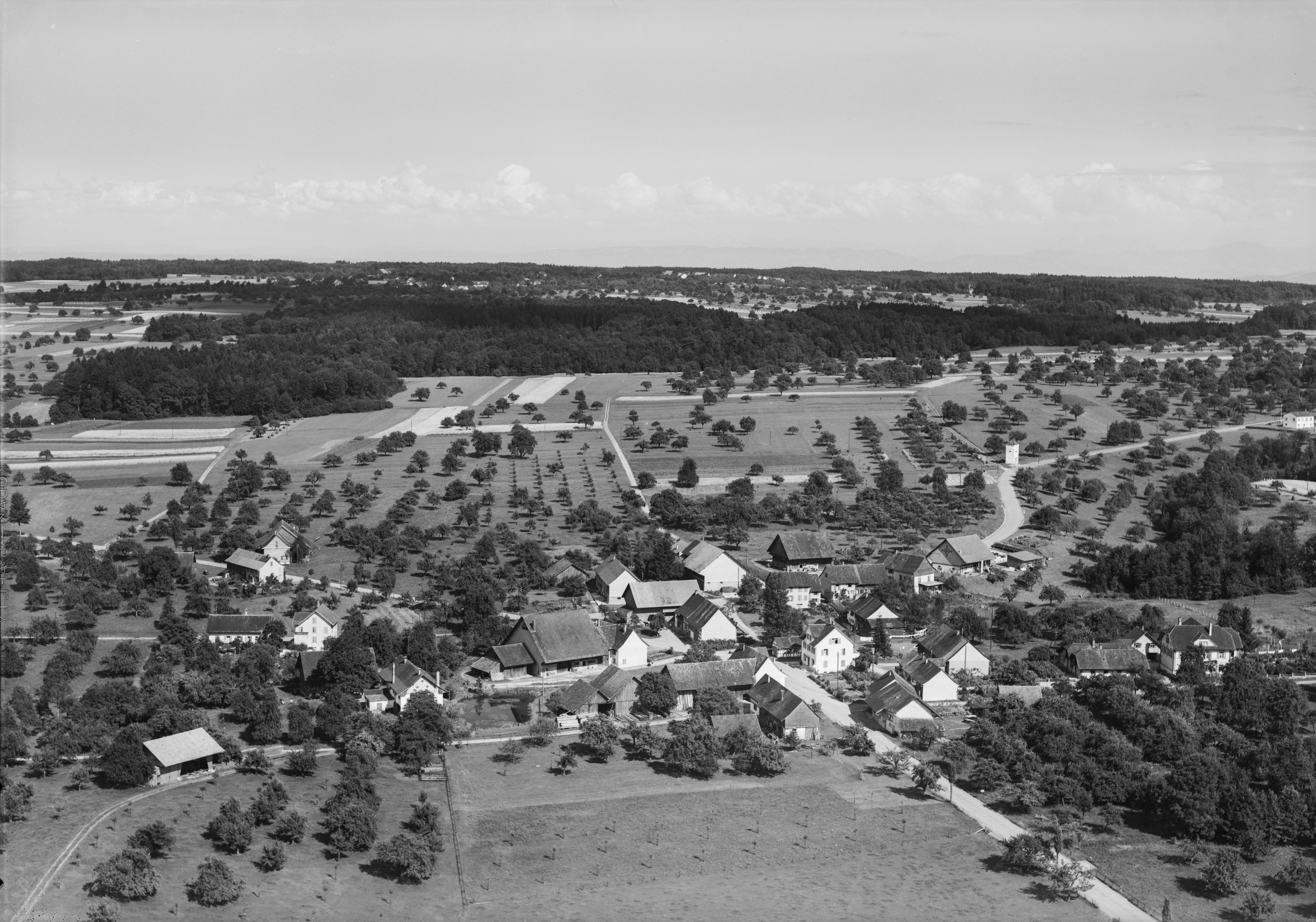
Dotnacht im Jahr 1954

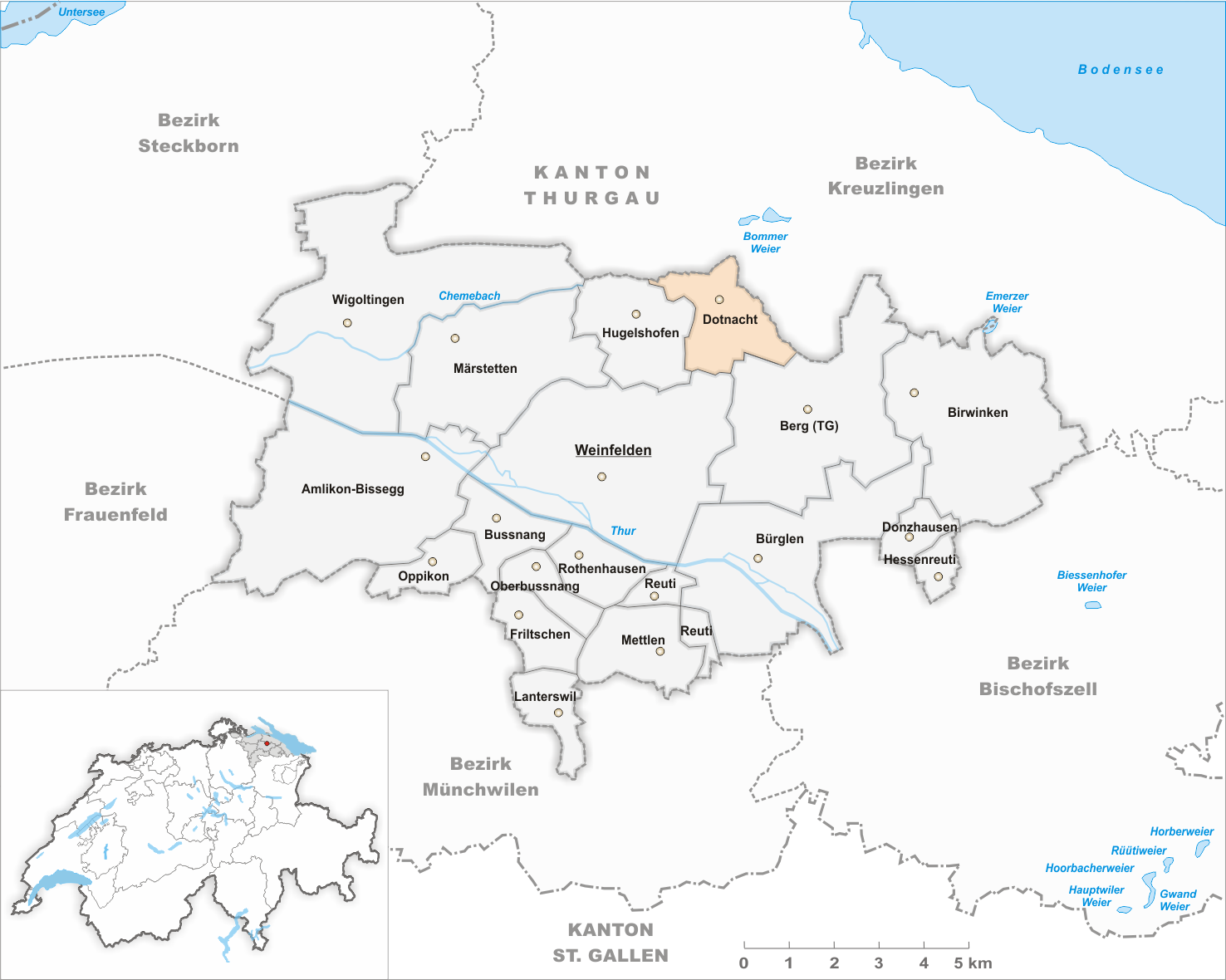
Gemeindestand vor der Fusion im Jahr 1996

Dotnacht wurde 824 erstmals als Tottinheiche erwähnt, der Weiler Altshof bereits 775 als Adalolteshoba. Mit Birwinken und Teilen von Oberriedt (Erlen) bildete Dotnacht ein eigenes Gericht, das vom späten 14. Jahrhundert an zur Herrschaft Spiegelberg gehörte. Aus dem Jahr 1381 datiert eine Offnung. Um 1640 gelangte es von den Muntprat von Spiegelberg an die Stadt Zürich, die es 1649 der Herrschaft Weinfelden unterstellte.
Kirchlich gehörte Dotnacht bereits im Mittelalter zur Pfarrei Alterswilen, die wenigen katholischen Einwohner wurden vom 18. Jahrhundert an von Berg aus betreut.
Wichtigster Erwerbszweig ist bis heute die Landwirtschaft, in der 1990 noch 63 % der in Dotnacht Erwerbstätigen arbeiteten. Bedeutend ist der Obstbau. 1907 wurde eine Käserei gebaut, 1944 bis 1950 erfolgte eine Güterzusammenlegung. Für das Gewerbe waren zudem die seit dem Mittelalter belegten Mühlen und eine von 1854 bis etwa um 1910 betriebene Hammerschmiede von Bedeutung.

## Bevölkerung
| Jahr               | 1850 | 1900 | 1950 | 1980 | 2000  | 2010  | 2018  |
| Engelswilen        | 327  | 281  | 303  | 244  |       |       |       |
| Ortschaft Dotnacht |      |      |      |      | 117   | 115   | 142   |
| Engelswilen        |      |      |      |      | 105   | 114   | 101   |
| Quelle             |      |      |      |      | [ 3 ] | [ 4 ] | [ 5 ] |

Von den insgesamt 311 Einwohnern der Ortschaft Dotnacht (inkl. Engelswilen) am 31. Dezember 2023 waren 34 bzw. 10,9 % ausländische Staatsbürger. 139 (44,7 %) waren evangelisch-reformiert und 49 (15,8 %) römisch-katholisch.

## Sehenswürdigkeiten

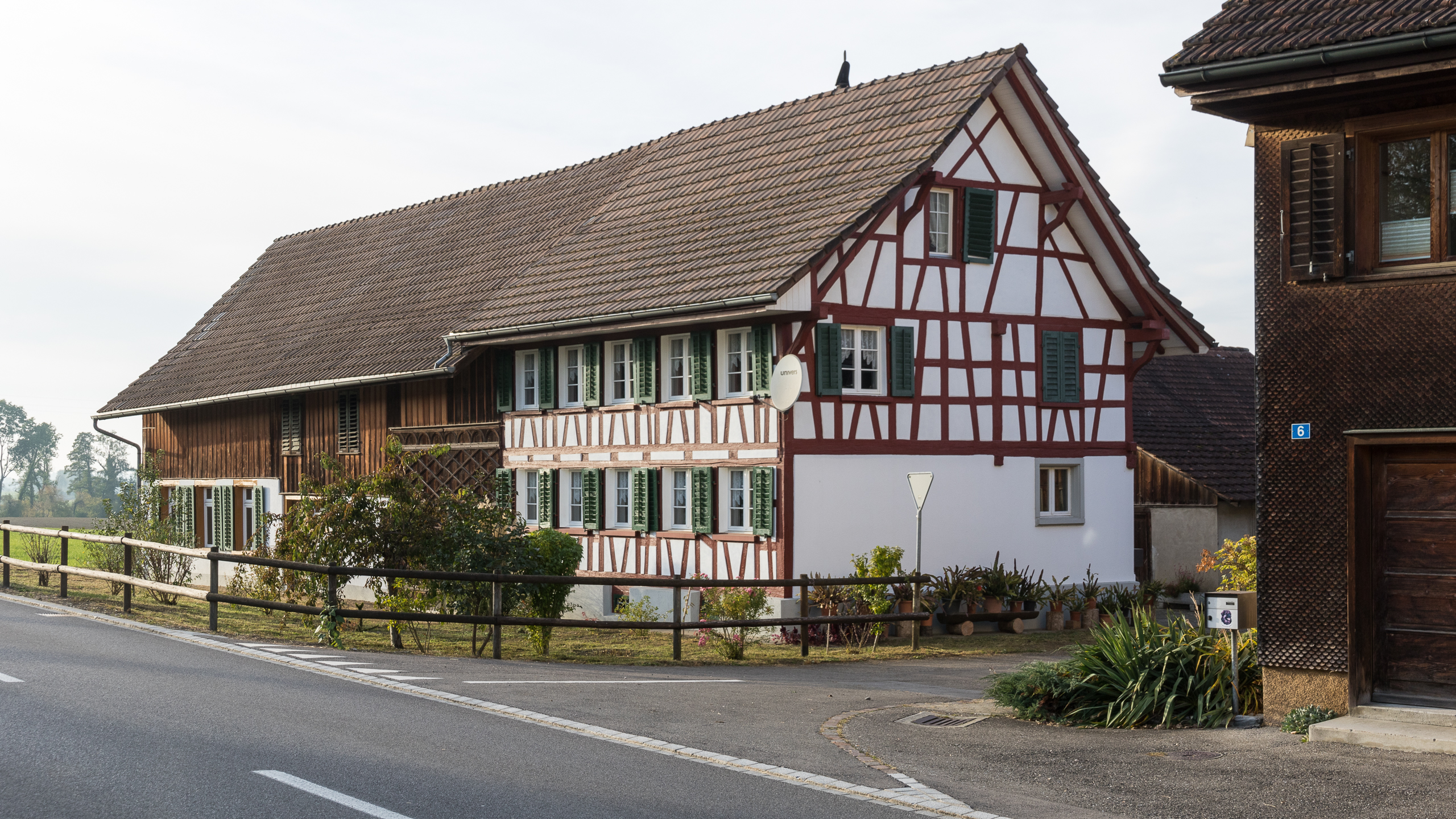
Streckhof Schmittengasse 1
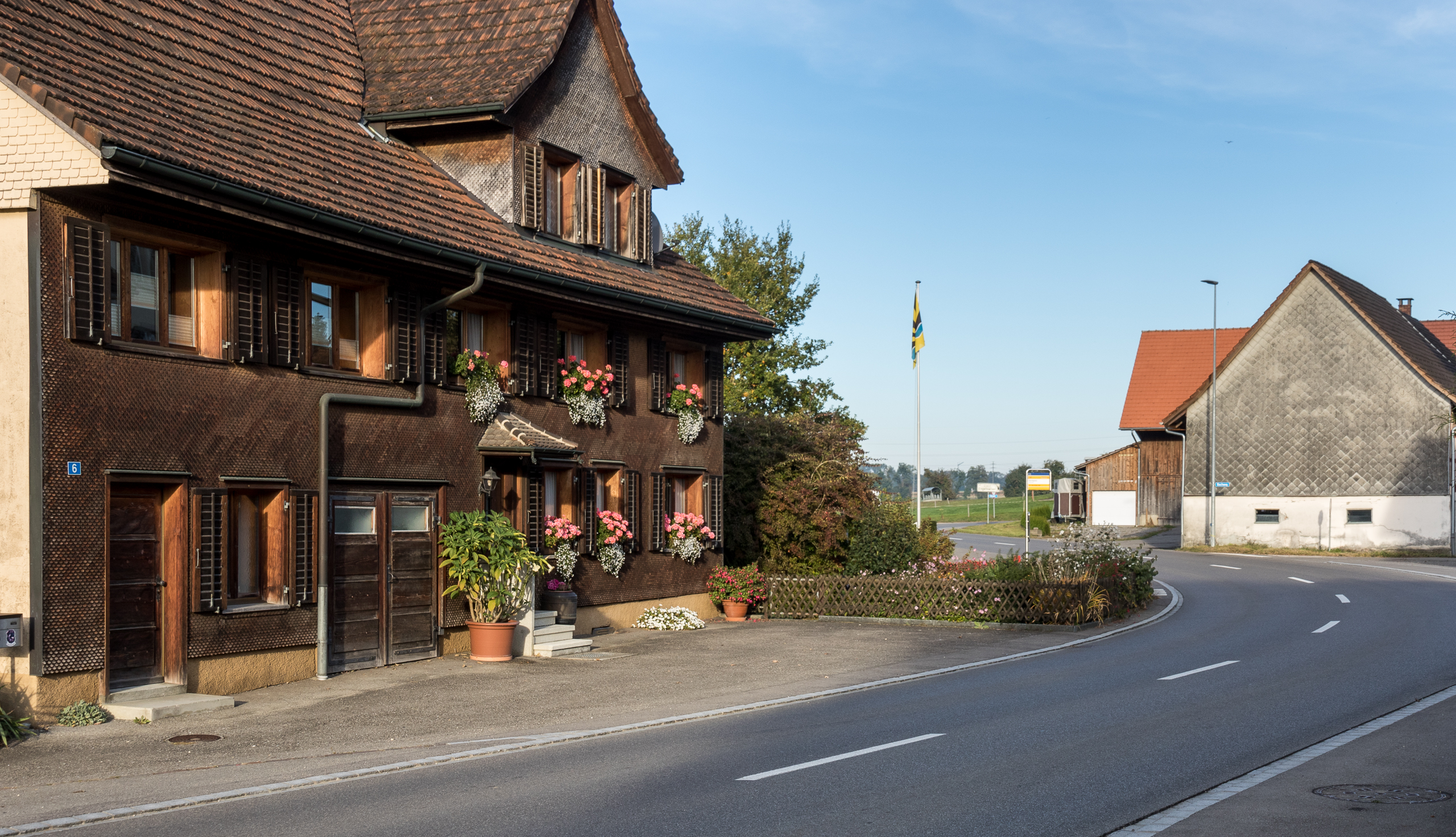
Ortsdurchfahrt und Postauto-Haltestelle
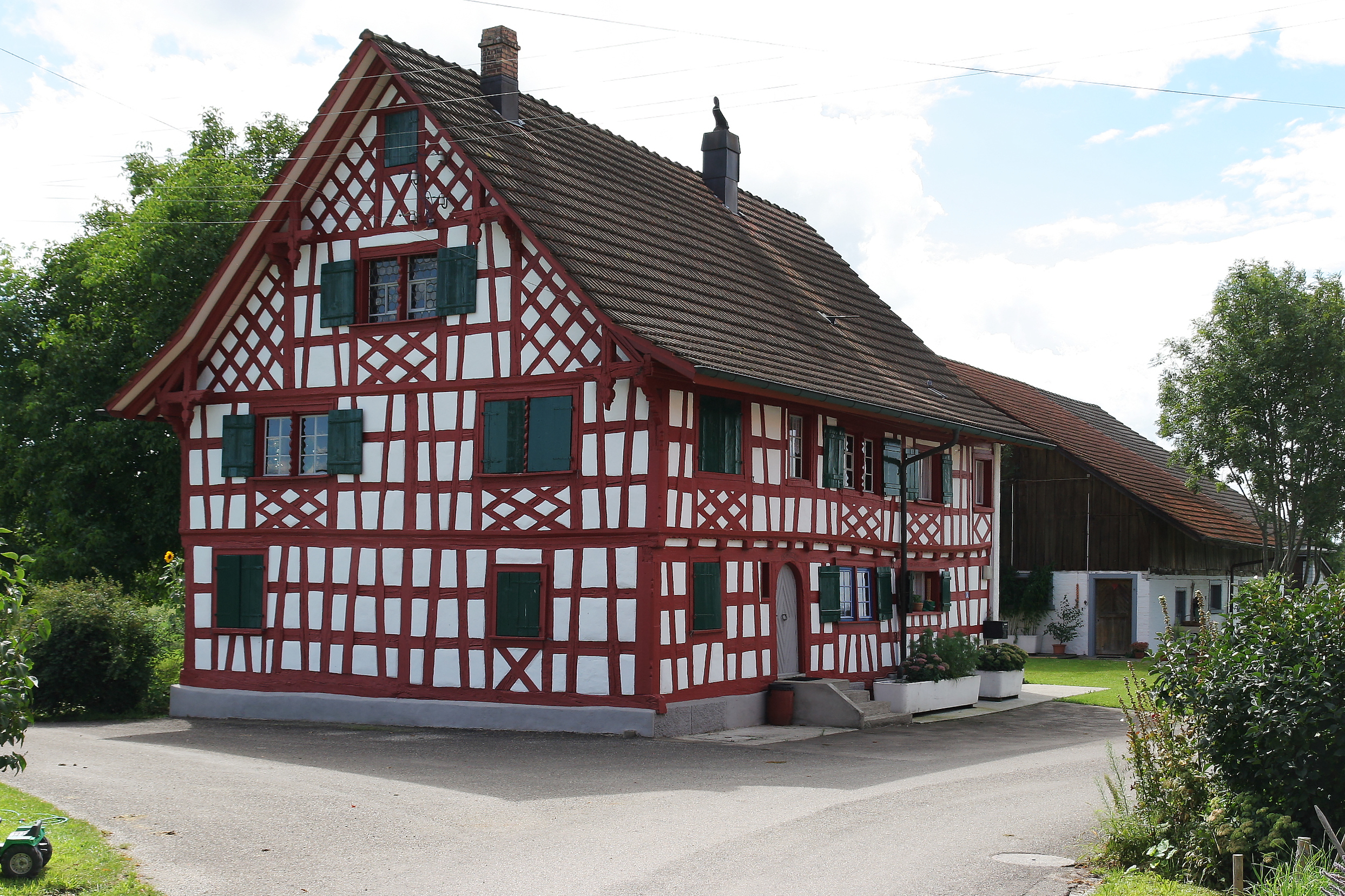
Bauernhaus Baltshausen